# Peanuts Holland
Herbert Lee „Peanuts“ Holland (* 9. Februar 1910 in Norfolk, Virginia; † 7. Februar 1979 in Stockholm) war ein amerikanischer Jazztrompeter und Sänger des Swing. Ein Bruder des Tenor Sänger Charles Holland, er spielte mit Coleman Hawkins, Fletcher Henderson und Don Byas.

## Leben und Wirken
Peanuts Holland spielte zunächst in der Jenkins Orphanage Band und dann 1929–33 bei Alphonse Trent in den Südstaaten der USA. Er hatte eigene Orchester mit Earl Bostic und Slam Stewart (1933–38), dazwischen gab es kurze Perioden der Zusammenarbeit mit Willie Bryant und Jimmie Lunceford. Holland kam 1939 nach New York und spielte bei Coleman Hawkins, arbeitete danach bei Fletcher Henderson 1940 und Charlie Barnet 1941–46. Mit der Band von Don Redman ging er 1946 (gemeinsam mit Don Byas) nach Europa und trat seitdem vorzugsweise als Solist mit eigener Band auf, vor allem in Frankreich und Skandinavien. Peanuts Holland hatte großen Einfluss auf die europäische Nachkriegs-Jazzszene. 1963 spielte er beim Americans-in-Europe-Konzert des Südwestfunks in Koblenz mit.
Sein Gesangsstil in seiner humoristischen Art ähnelt dem von Dizzy Gillespie oder dem vout-Stil von Slim Gaillard. Gut zu hören ist dies in dessen Komposition Cement Mixer von 1947 mit den Don Byas Re-boppers.
Holland nahm Platten mit Don Byas, Guy Lafitte, Tyree Glenn, Dodo Marmarosa und Mezz Mezzrow auf.

## Auswahldiskographie
- Peanut Butter Blues (1946)
- Jazz in Paris – Bebop (Blue Star/Vogue, 1946–47) mit Don Byas
- Don Byas: Don Byas 1946 / 1947 (Classics)
- Guy Lafitte: Blue and Sentimental (Emarcy, 1954)
- Peanuts Holland Sextet: Jazz In Paris: Peanuts Holland – Buck Clayton – Charlie Singleton (Emarcy, 1954) mit Guy Lafitte, Géo Daly, Jean-Claude Pelletier
- Mezz Mezzrow: Mezz Mezzrow In Paris (JazzTime, 1955)